# Bor-et-Bar
 Bor-et-Bar  là một xã ở tỉnh Aveyron, thuộc vùng Occitanie ở miền nam nước Pháp.